# L'Avanç
L'Avanç, informació lliure, fou un periòdic quinzenal que va nàixer a la ciutat de València l'any 1999 i que es va deixar de publicar l'any 2008.
Considerat com un dels projectes més ambiciosos dels darreres anys en el camp de la comunicació alternativa al País Valencià, L'Avanç fou un tabloide d'entre 28 i 36 pàgines íntegrament en valencià que tenia distribució a través de quioscos a les comarques de València i Castelló. En 2002 apareix www.lavanc.com, l'edició digital del periòdic, amb una novetat important respecte al que eren les edicions digitals fins aleshores: la publicació lliure de continguts per part dels lectors, una proposta inspirada en l'èxit d'Indymedia i que va convertir a L'Avanç en la primera concreció al País Valencià del periodisme ciutadà. Al Consell de Redacció del diari hi figuraven David Segarra, Xavi Sarrià, Xavier Ginés, Miquel Ramos, Guillem Carreras, Vicent Gençà i Rubén Fernàndez entre d'altres.
Durant la seua existència, del 1999 fins al 2008, aconsegueix al voltant de 750 subscriptors i unes vendes en quiosc que s'acosten als 2.000 exemplars d'una tirada de 5.000. A més a més, el web va aconseguir ser la plataforma de caràcter informatiu i en valencià més visitada del País Valencià.